# Chiesa dei Sacri Cuori di Gesù e Maria (Frascati)
La chiesa dei Sacri Cuori di Gesù e Maria è una chiesa parrocchiale sita nella frazione di Vermicino in comune di Frascati nel quartiere Villaggio Belga.

## Storia
La chiesa dei Sacri Cuori di Gesù e Maria viene restaurata ed allargata insieme al progetto del quartiere Villaggio Belga della quale è parrocchia, nel 1958, grazie al cardinale Clemente Micara, i missionari O.M.I. e un industriale belga.

## Descrizione
La chiesa viene fatta costruire seguendo la linea delle case del quartiere, con uno stile architettonico vicino a quello belga, una grande facciata di color arancione, con dietro due edifici, un dormitorio e un cinema/teatro, la Sala San Sebastiano.
Nella parte posteriore vi sono delle sale per il catechismo.
La chiesa ha un grande parco intitolato a Francesca Schervier con i campi da tennis, pallavolo, basket e pattinaggio.
È presente anche un campo da calcio con spalti e spogliatoi.

## Sport
Essendo la parrocchia munita di campi da calcio, basket, pallavolo, tennis e pattinaggio, è stata sempre un centro per i giovani, e fin dal 1958 ospita la squadra della chiesa e del quartiere, il Villaggio Belga F.C. che a fianco del campo da calcio ha la sede e gli spogliatoi.